# Porta Vittoria (Verona)
Porta Vittoria, o porta della Vittoria, è un accesso situato lungo le mura magistrali di Verona, sulla sinistra d'Adige.

## Storia e descrizione
La prima fase costruttiva vide l'edificazione della cinta turrita scaligera, commissionata da Alberto della Scala e realizzata tra 1287 e 1289, che previde la realizzazione di una porta d'accesso alla città, storicamente conosciuta con il nome di porta di Campo Marzio o porta Pellegrina; questa cortina muraria proteggeva i borghi di sinistra d'Adige, a partire dalla riva del fiume, presso la quale era situata la porta urbana, che era difesa da un'alta torre di guardia. La stessa porta prese poi il nome di "porta della Vittoria", della vicina chiesa di Santa Maria della Vittoria, fatta costruire da Cangrande II dopo aver sventato la congiura capeggiata dal fratello Fregnano. Tra 1375 e 1387 venne infine aggiunto, da Antonio della Scala, uno sperone murario che sporgeva dalla riva fluviale, utilizzato per sostenere la catena tesa allo sbarramento dell'Adige.
Nel 1838 venne chiusa la porta medievale e aperta, nella stessa cortina muraria, la nuova porta della Vittoria, di poco spostata verso est. Furono inoltre modificate le preesistenze scaligere: la cinta muraria e lo sperone fluviale furono abbassati e la torre cimata. La porta ottocentesca, di stile neoclassico, è composta da un solo fornice ad arco a tutto sesto, con lesene doriche binate, a conci lisci di pietra da taglio. La porta era originariamente dotata di un ponte levatoio. La sua funzione era esclusivamente civile, di accesso al nuovo cimitero monumentale, mentre la funzione difensiva era affidata ad un'opera casamattata collocata all'esterno della porta.
Nel 1907 venne aperta una breccia nella cortina muraria e di conseguenza demoliti sia la torre che la porta medievale, inoltre il fossato venne completamente interrato e la batteria casamattata esterna demolita; la porta ottocentesca e il tratto di mura in direzione del bastione di Campo Marzo sono stati invece conservati integri.